# علم المتاحف
علم المتاحف أو علم حفظ التراث (بالإنجليزية: Museology)‏ علم مستقل بذاته عن علم الآثار، ويعد واحدا من العلوم الحديثة التي ظهرت في العصر الحديث. وكانت الاكتشافات التاريخية والأثرية السبب المباشر في ظهور علم المتاحف. يرجـع تاريخ ظهور علم المتاحف تحديداً إلى نهاية القرن الحادي عشر وبداية القرن الثاني عشر الهجريين/ السابع عشر- الثامن عشر الميلاديين، ويعتبر أمناء المتاحف آنذاك المؤسسون الأوائل لعلم المتاحف، فقد ابتكروا أساليب ونظريات متحفية وأدخلوا تعديلات على الأعمال والنظريات المتحفية القديمة. ويعتبر الأوروبي مايكل أول عالم في علم المتاحف، وأول كتاب في هذا المجال، كتابه بعنوان علم المتاحف، الذي تم نشره باللغة اللاتينية سنة 1727م، حيث تناول فيه وضع أمناء المتاحف في العالم.
تطور علم المتاحف في عصرنا الحاضر تطورا كبيراً، وحضي هذا العلم باهتمام دولي كبير، وعلى وجه الخصوص منذ نهاية الحرب العالمية الثانية، ففي منتصف القرن العشرين، تأسس المجلس الدولي للمتاحف " icom " واتخذ من مدينة نيويورك في الولايات المتحدة الأمريكية مقراً له. وأنشأت بعد ذلك عشرات المعاهد والمؤسسات التي تعنى بدراسة وتطوير علم المتاحف وتأهيل وتدريب العاملين في المتاحف. وصار علم المتاحف من العلوم الهامة التي يتم تدريسها في الجامعات العالمية وكليات ومعاهد الآثار والفنون والسياحة في الكثير من دول العالم التي حرصت وتحرص على بناء المتاحف وتطويرها والاهتمام بمحتوياتها واستخدام أفضل طرق العرض المتحفي، فالمتحف يعد واحداً من أهم عناصر الجذب السياحي.
يمكن تعريف المتحـف بأنه مؤسسة تربوية تعليمية ثقافية وترفيهية دائمة، غير ربحية، تعمل على خدمة المجتمع من خلال قيامها بجمع وحفظ وعرض وصيانة التراث الحضاري والتاريخي الإنساني والطبيعي، كونه الجهة التي تقوم بجمع وصيانة تراث الإنسانية وتحافظ عليه وتعرضه بأساليب شيقة وممتعة. وتعتبر منظمة المتاحف العالمية ICOM- The International Council of Museums))، المتاحف بأنواعها المختلفة المكان الأمين الذي يحفظ فيه تراث البشرية الحضاري والفني والصناعي والطبيعي والتاريخي على مر العصور التاريخية المختلفة. ومن خلال زيارة المتاحـف ومشاهدة مقتنياتها تتمكن الأجيال من التعرف على الإرث الثقافي والحضاري للأمم التي سبقتها، والاطلاع على نمط أو أنماط الحياة الحقيقية التي عاشها أولئك القدماء، وطبيعة الأعمال التي كانوا يزاولونها والأدوات التي كانوا يصنعونها ويستخدمونها في حياتهم اليومية، والمنشآت والعمائر التي شيدوها والفنون التي مارسوها في الفترات الزمنية التي عاشوا فيها، كما تساعد في تتبع مراحل الحياة المختلفة وكلما خلفه الإنسان خلال العصور التاريخية المختلفة في شتى المجالات، ودراسة ما وصل إلينا من مخلفاته المادية من تحف وقطع وأدوات أثرية وأوابد ومعالم ومنشآت معمارية ومائية ومواقع قديمة، للتعرف على الحضارات المتعاقبة التي صنعها الإنسان في مناطق العالم المختلفة منذ آلاف السنين وحتى عصرنا الحاضر.

## رسالة المتحف وأهدافه
يأتي الزائرون إلى المتاحف للاستمتاع بمشاهدة محتوياتها الأثرية والفنية. وتتركز وظيفة المتحف بشكل اساسي في حفظ وصيانة وعرض نماذج من مخلفات الحضارات القديمة، تتعدد وظائف المتاحف وتؤدي رسالة تربوية وتعليمة وثقافية وسياحية، وفنية، وعلمية واجتماعية وأخلاقية ووطنية وقومية. ويساهم وجود المتاحف مساهمة فعالة في تطوير وتنميـة السياحة، كون المتاحف تعد من وسائل الجذب السياحي الهامة. تعمل المتاحف المختلفة على تحقيق الكثير من الأهداف الهامة من أجل خدمة الفرد والمجتمـع، حيث تتولى هذه المتاحف القيام بالمحافظة على التراث الحضاري التاريخي والثقافي وإبداعات الآباء والأجداد من خلال القيام بجمع واقتناء القطع والمواد والوثائق الأثرية والتاريخية، والقيام بتسجيلها وتصويرها وتنظيفها وحفظها، وترميم ما يحتاج منها إلى ترميم، وعرضها بأسلوب يدخل المتعة على الزائرين. كما تعمل المتاحف على دعم وتشجيع أعمال البحث والحفر والتنقيب العلمي المنهجي عن الآثار من خلال الاستعانة بالعلماء والمتخصصين والخبراء المحليين والدوليين، وتساهم في تعميم الثقافة ونشر المعرفة وتنشيط الحركة الفنية والعلمية في المجتمع، وتعد المتاحف أحد وسائل تنمية الحس الجمالي والذوق الفني لدى الفرد والمجتمع؛ فالمتاحف تنمي حرية التفكير ودقة الملاحظة عند زوارها ؛ وتقدم الخدمات التعليمية لأبناء المجتمع وتساعد على ترسيخ المعرفة بالتاريخ والجذور الحضارية والثقافية والفنية للأمم والشعوب وتفسير الحاضر والماضي للأفراد والمجتمعات على حد سوا، وفي المتاحف يدرك السائحون والزائرون والباحثون أهمية الماضي والصلات التي تربطه بالحاضر. تعمل المتاحف على تشجيع الأدباء والعلماء والفنانين والمبدعين وتكريمهم والترويج لأعمال الفنانين وتقديم الخبرات الفنية والجمالية لهم ولمن يرغب في الحصول عليها. ومن أهداف المتاحف المختلفة كذلك تنوير الجمهور وتعريفه بتراثه وحضارته وتراث وحضارة الشعوب الأخرى وتهيئة الجو الترفيهي للمجتمع. وتعمل المتاحف على تشجيع هواة جمع الآثار وأصحاب المجموعات الخاصة وحثهم على حفظ مقتنياتهم الأثرية في هذه المتاحف التي ستتولى صيانتها وترميمها وتنظيفها من جهة، ومن جهة أخرى ستقوم بعرضها على جمهور الزائرين في هذه الأماكن المفتوحة الآمنة.